# Vácrátót
Vácrátót – wieś i gmina w północnej części Węgier, położona na północny wschód od Budapesztu. Leży na lewym (wschodnim) brzegu Dunaju.

## Położenie
Vácrátót leży w północnej części Wielkiej Niziny Węgierskiej, w kotlinie Veresegyházi (Veresegyházi-medence). Na wschodzie graniczy ze wzgórzami Gödöllő (Gödöllői-dombság), na południu z górami Somlyó-hegy w Fót i Kő-hegy, na północy z rozciągającym się na skraju Czerhatu pasmem wzgórz Kígyós-dombsor, a od zachodu z równiną wokół Göd. Położona wśród niskich wzgórz szeroka kotlina została w przeszłości pokryta piaskami wapiennymi, a leżące na północy pasmo Kígyós, zostało pokryte warstwą lessu. Piaski rzeczne zostały tu naniesione w czasie zlodowacenia przez pra-Dunaj oraz przez wody wypływające z gór Börzsöny lub Czerhat, a potem, w czasie cieplejszego i suchego okresu, znaczna ich część utworzyła wydmy. W późniejszym, wilgotniejszym okresie większa część wydm została ustabilizowana przez pokrywę roślinną, ale na pozostałym obszarze ruch piasku trwa do dzisiaj. Większą część pierwotnej roślinności stanowiły lasy dębowe: w miejscach pokrytych lessem odnaleziono ślady zespołów leśnych typu Aceri tatarici-Quercetum roboris składających się z dębu i klonu tatarskiego, a na większych terenach zalewowych ślady dębowo-jesionowo-wiązowego lasu galeriowego. W gęstej warstwie krzewów charakterystyczne były głogi, a w warstwie runa jaskry i kokorycze.

## Atrakcje turystyczne
- Pałac rodziny Vigyázó
- Znany w świecie ogród botaniczny odwiedza co roku około stu tysięcy gości. Znajdują się tu największe na Węgrzech zbiory, w których oprócz egzotycznych roślin w szklarni i ogrodach skalnych, można zobaczyć niezwykle bogaty zbiór krzewów i drzew oraz ogród z kompozycją roślin biblijnych. Ogród jest systematycznie rozbudowywany. Powstał dom pasywny, tzw. karbonház, szklarnie z kaktusami oraz z epifitami, a głównie bromeliami i storczykami[3].

## Miejscowe zwyczaje
W Vácrátót do dzisiaj funkcjonują ludowe zwyczaje pogrzebowe. Podczas, gdy dawniej obok zmarłego czuwali i opłakiwali go członkowie rodziny, obecnie powszechna jest wspólna modlitwa, która zimą odbywa się w domu zmarłego, a latem na cmentarzu.

## Demografia
| Rok  | Liczba ludności |
| ---- | --------------- |
| 2013 | 1869            |
| 2014 | 1864            |
| 2015 | 1871            |

## Galeria

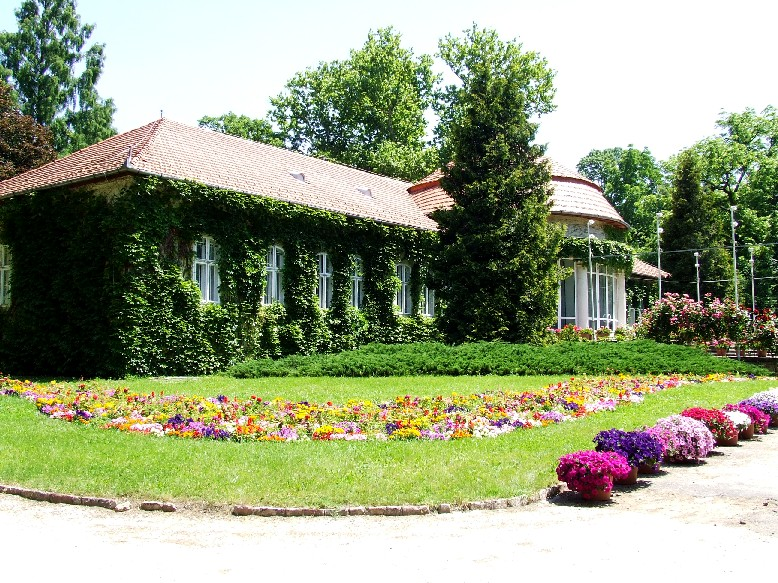
Pałac rodziny Vigyázó
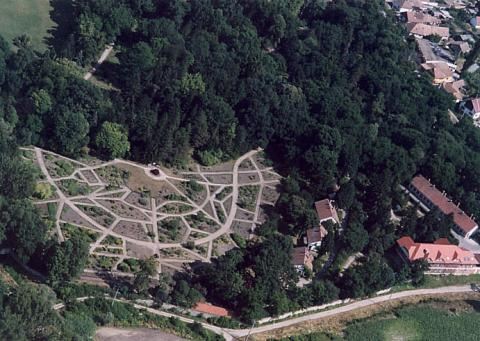
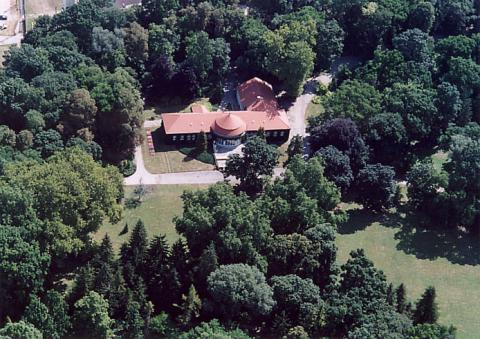
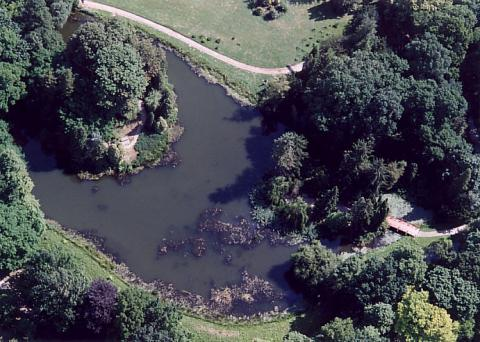